# Aeonium glutinosum
Aeonium glutinosum je sukulentní rostlina z čeledi tlusticovité (Crassulaceae). Jde o endemit Madeirského souostroví, najdeme ho na ostrovech Madeira, Porto Santo a Desertas.

## Popis
Vytrvalá bylina s růžicemi dužnatých listů na zřetelně vyvinutém hnědavém stonku. Květenství až 45 cm, s mnoha květy; okvětí zlato-žluté.

## Stanoviště
Na Madeiře roste na skalách od pobřeží po vysokohorské polohy (0 - 1700 m n. m.)